# Duff (öl)

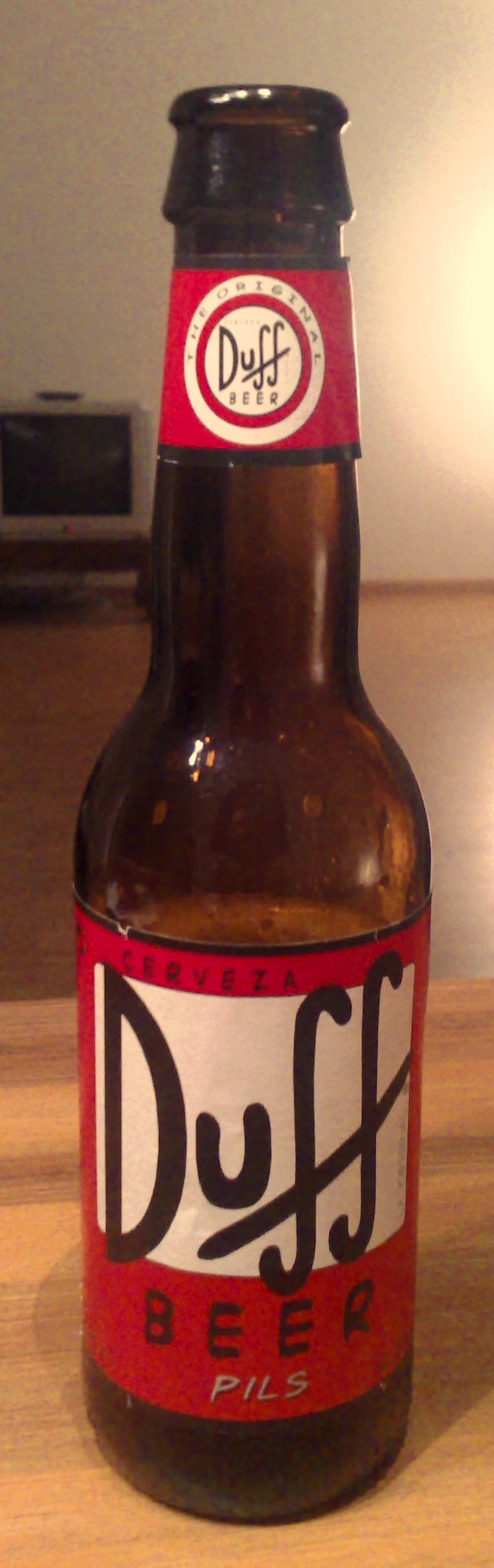
Duff bryggd av Eschweger Klosterbrauerei

Duff är ett fiktivt öl-märke som förekommer i TV-serien Simpsons. Deras reklamprofiler är Duffman och The Seven Duffs. Ölets konkurrenter är Blask och Fudd. Duff är inte endast en öl i serien Simpson, utan finns att köpa i välsorterade spritbutiker. Duff finns i flera sorter i avsnittet Duffless berättades det att "Duff Light", och "Duff Dry" har samma innehåll. Andra sorter är "Raspberry Duff", "Lady Duff" och "Tartar Control Duff". Deras konkurrent tillverkar ölen "Fudd", som visats i avsnitten Colonel Homer och Lemon of Troy. Företaget som tillverkar Duff går under namnet "Duff Brewery". VD är Howard K. Duff VIII, vice vd är Phil Angelides har ansvar för deras kalendrar och falska ID-kort. Varje år anordnar de evenemanget "Duff Days". Då Springfield införde alkoholförbud fick man stänga fabriken men öppnades senare igen.

## Duff Gardens
I avsnittet Selma's Choice, besöker Bart och Lisa Simpson tillsammans med Selma Bouvier nöjesparken Duff Gardens. Nöjesparkens maskotar är, The Seven Duffs. Några av attraktionerna i parken är Barrel Roll, Beeramid, Beerquarium, The Beer Hall of Presidents, The Little Land of Duff, The Washing Machine ride och The Whiplash rollercoaster. The Little Land of Duff är en båttur flytande på förorenat vatten, i avsnittet drack Lisa Simpson av vattnet och drabbades av hallucinationer. I nöjesparkens presentbutik säljs Beer Goggles, som är ett par glasögon som förvränger synen till ett berusat tillstånd, i avsnittet köpte Bart Simpson ett par.

## The Seven Duffs
The Seven Duffs är Duffs maskotar, vars namn är Sleazy, Queazy, Edgy, Surly, Tipsy, Remorseful och Dizzy.

## Sortiment
- Duff
- Duff Lite
- Duff Dry
- Duff Jr.
- Duff Dark
- Lady Duff
- Duff Lager
- Raspberry Duff
- Tartar Control Duff
- Henry K. Duff's Private Reserve
- Duff Blue (slogan: "Bryggd i en pepparmintglaciär")
- Duff Stout (slogan: "Ölet som gjorde Irland känt")
- Duff Zero (ingen alkohol)
- Duff Extra Cold
- Duff Microbrew
- New Duff
- Duff Gummi Beers
- Duff Experimental
- Duff Red
- Duff Ice
- Duff Special Reserve
- Duff Draft
- Duff Malt
- Duff Christmas Ale
- Duff Amber Fire-Brewed Barley Export
- Duff's Double-Dunkin' Breakfast Lager
- Düff (Moe påstod att det var från Sverige när han gav den till Homer, men Homer avslöjade direkt det var bara vanlig Duff)
- Duff Import
- Düffenbraus

## Konkurrenter
- Blask
- Fudd

## Licenstagare i verkligheten
Eschweger Klosterbrauerei i Tyskland  brygger en Duff Beer enligt den tyska Reinheitsgebot.